# Grant Calcaterra
Grant Calcaterra (Cincinnati, 4 dicembre 1998) è un giocatore di football americano statunitense che milita nel ruolo di tight end per i Philadelphia Eagles della National Football League (NFL).

## Carriera

### Philadelphia Eagles
Al college Calcaterra giocò a football a Oklahoma (2017-2019) e a SMU. Fu scelto nel corso del sesto giro (198º assoluto) nel Draft NFL 2022 dai Philadelphia Eagles. Nella settimana 3 fece registrare la sua prima ricezione su passaggio da 40 yard del quarterback Jalen Hurts contro i Washington Commanders. La sua stagione da rookie si concluse con 5 ricezioni per 81 yard in 15 presenze, di cui 2 come titolare.
Calcaterra segnó il primo touchdown in carriera nella settimana 14 della stagione 2024 contro i Carolina Panthers.

## Palmarès
- Super Bowl : 1

Philadelphia Eagles: LIX
- National Football Conference Championship: 2

Philadelphia Eagles: 2022, 2024